# Lauri Valonen
Lauri Johannes Valonen (ur. 28 września 1909 w Helsinkach, zm. 2 października 1982 w Lahti) – fiński dwuboista klasyczny oraz skoczek narciarski, srebrny medalista mistrzostw świata w skokach.

## Kariera
Uczestniczył w zawodach w latach 30. XX wieku. Pierwszy start na dużej imprezie międzynarodowej zanotował w 1934, podczas mistrzostw świata w Sollefteå. W konkursie skoków zajął czwarte miejsce, przegrywając walkę o brązowy medal ze Svenem Erikssonem o 0,3 punktu. Na tych samych mistrzostwach wystąpił także w kombinacji, w której zawody zdominowali Norwegowie. Valonen zajął piąte miejsce i jako jedyny z czołowej szóstki nie był reprezentantem Norwegii.
Największy sukces w swojej karierze osiągnął na mistrzostwach świata w Wysokich Tatrach w 1935, gdzie wywalczył srebrny medal w kombinacji. Wyprzedził go tylko Oddbjørn Hagen, a trzecie miejsce zajął Willy Bogner. W skokach spisał się słabiej niż w poprzednim roku, zajmując ostatecznie piętnaste miejsce. Fin był także blisko medalu podczas igrzysk olimpijskich w Garmisch-Partenkirchen w 1936, gdzie zajął czwarte miejsce w kombinacji, a rywalizację w skokach ukończył na szóstej pozycji. W olimpijskich zawodach w kombinacji Valonen zwyciężył w konkursie skoków, jednak na trasie biegu uzyskał 26. czas i przegrał walkę o brązowy medal ze Sverre Brodahlem.
Po igrzyskach Valonen startował także na mistrzostwach świata w Lahti w 1938 oraz rok później, na mistrzostwach świata w Zakopanem, zajmując w skokach odpowiednio piętnaste i dwunaste miejsce. Ponadto był mistrzem Finlandii w kombinacji w latach 1932, 1933 i 1934. Na organizowanych w Lahti zawodach Salpausselän Kisat zwyciężył w kombinacji w 1932, a w skokach najlepszy był w latach 1934, 1935 i 1936. Ponadto, w 1934 zajął drugie miejsce w skokach na Holmenkollen Ski Festival, ustępując tylko Birgerowi Ruudowi.

## Osiągnięcia w kombinacji

### Igrzyska olimpijskie
| Miejsce | Dzień     | Rok  | Miejscowość            | Konkurencja   | Wynik zwycięzcy | Strata   | Zwycięzca      |
| ------- | --------- | ---- | ---------------------- | ------------- | --------------- | -------- | -------------- |
| 4.      | 13 lutego | 1936 | Garmisch-Partenkirchen | Indywidualnie | 430,3 pkt       | 29,1 pkt | Oddbjørn Hagen |

### Mistrzostwa świata
| Miejsce | Dzień     | Rok  | Miejscowość   | Konkurencja   | Czas biegu | Strata    | Zwycięzca      |
| ------- | --------- | ---- | ------------- | ------------- | ---------- | --------- | -------------- |
| 5.      | 20 lutego | 1934 | Sollefteå     | Indywidualnie | 441,90 pkt | 41,30 pkt | Oddbjørn Hagen |
| 2.      | 13 lutego | 1935 | Wysokie Tatry | Indywidualnie | 427,60 pkt | 4,85 pkt  | Oddbjørn Hagen |

## Osiągnięcia w skokach

### Igrzyska olimpijskie
| Miejsce | Dzień     | Rok  | Miejscowość            | Konkurencja   | Wynik zwycięzcy | Strata   | Zwycięzca   |
| ------- | --------- | ---- | ---------------------- | ------------- | --------------- | -------- | ----------- |
| 6.      | 16 lutego | 1936 | Garmisch-Partenkirchen | Indywidualnie | 232,0 pkt       | 13,6 pkt | Birger Ruud |

### Mistrzostwa świata
| Miejsce | Dzień     | Rok  | Miejscowość   | Konkurencja   | Czas biegu | Strata   | Zwycięzca          |
| ------- | --------- | ---- | ------------- | ------------- | ---------- | -------- | ------------------ |
| 4.      | 20 lutego | 1934 | Sollefteå     | Indywidualnie | 228,5 pkt  | 5,7 pkt  | Kristian Johansson |
| 15.     | 13 lutego | 1935 | Wysokie Tatry | Indywidualnie | 231,7 pkt  | ?        | Birger Ruud        |
| 15.     | 27 lutego | 1938 | Lahti         | Indywidualnie | 226,4 pkt  | 13,6 pkt | Asbjørn Ruud       |
| 12.     | 19 lutego | 1939 | Zakopane      | Indywidualnie | 224,7 pkt  | 14,4 pkt | Josef Bradl        |